# Lydia Mutyebele Ngoi
Lydia Mutyebele Ngoi (Lubumbashi, 7 december 1978) is een Belgisch politica voor de PS.

## Biografie
Mutyebele Ngoi werd geboren in het toenmalige Zaïre en vestigde zich op zesjarige leeftijd met haar gezin in Brussel. Ze studeerde aan de ULB en behaalde er in 2001 een licentie in de rechten en in 2003 een diploma in aanvullende studies in internationaal privaatrecht. Ze werd beroepshalve advocaat bij Advocaten Zonder Grenzen en binnen een vzw die strijdt tegen genitale verminking en was van 2007 tot 2012 jurist voor de Franse Gemeenschap. Ook werd ze actief in de Brusselse vzw Groupement des Femmes Africaines Inspirantes et Actives (GFAIA), een vereniging die vrouwen van Sub-Sahara-Afrikaanse origine wil helpen om zich professioneel en met hun talenten te ontwikkelen. Daarnaast volgde ze een muzikale opleiding en ging ze het gospelkoor leiden van de evangelische kerkgemeenschap  La Nouvelle Jérusalem, dat was opgericht door haar ouders.
In het midden van de jaren 2000 werkte Mutyebele op de kabinetten van de Brusselse schepenen Georges Dallemagne en Bertin Mampaka Mankamba. Op die manier verzeilde ze in het cdH. Voor deze partij werd ze in oktober 2006 verkozen tot gemeenteraadslid van Brussel, wat ze bleef tot in 2012. De oppositiepartij MR beschuldigde haar ervan een fictieve domicilie te hebben opgegeven, maar deze zaak doofde zonder gevolg uit. In Brussel ging ze verschillende mandaten bekleden als  bestuurder bij verschillende vzw's en openbare bedrijven. Voor het cdH was ze eveneens kandidaat bij de federale verkiezingen van 2007, de Brusselse gewestverkiezingen van 2009 en de federale verkiezingen van 2010, maar ze werd telkens niet verkozen.
In 2012 stapte Muytebele over naar de PS. Voor deze partij was ze kandidaat bij de gemeenteraadsverkiezingen van oktober 2012, maar ze werd niet herkozen. Vervolgens was ze vanaf oktober 2013 OCMW-raadslid in Brussel. In juni 2017 werd ze opnieuw gemeenteraadslid van Brussel na het ontslag van Pascale Peraïta, die in opspraak was gekomen in het schandaal rond Samusocial. Drie jaar later, in oktober 2020, werd ze aangesteld tot schepen van Huisvesting, Gelijke Kansen en Openbaar Patrimonium. Ze oefende de functie uit tot in juni 2024 en is sindsdien enkel nog gemeenteraadslid. In juni 2023 kwam Mutyebele in opspraak omdat ze eiste dat haar naam werd vermeld  in de communicatie van vzw's die door haar schepen waren gesubsidieerd, wat onwettelijk was. Ook werd vanuit de oppositie een onafhankelijke audit gevraagd naar subsidies die had toegekend aan de vzw GFAIA, omdat dit gezien kon worden als een mogelijk geval van belangenvermenging.
Bij de federale verkiezingen van juni 2024 werd Mutyebele Ngoi voor de kieskring Brussel-Hoofdstad verkozen in de Kamer van volksvertegenwoordigers, waardoor ze ontslag nam als schepen in Brussel. In de Kamer trad ze toe tot de commissie Buitenlandse Betrekkingen.